# 于贝尔·布尔迪
于贝尔·布尔迪（法語：Hubert Bourdy，1957年3月5日—2014年6月25日），法国男子马术运动员，1980年成为职业选手。他曾代表法国参加1988年和1992年夏季奥林匹克运动会马术比赛，共获得二枚铜牌。